# Комсомольский (Кашарский район)
Комсомольский — посёлок в Кашарском районе Ростовской области.
Входит в состав Фомино-Свечниковского сельского поселения.

## География

### Улицы
- ул. Горная
- ул. Заречная
- ул. Широкая

## Население
| 2010 |
| ---- |
| 148  |